# 欧库尔 (瓦兹省)
欧库尔（法語：Haucourt，法語發音：[okuʁ]）是法国瓦兹省的一个市镇，属于博韦区。

## 地理
欧库尔（49°30'46"N, 1°56'17"E）面积3.88 平方千米，位于法国上法蘭西大區瓦兹省，该省份为法国北部内陆省份，北起索姆省，西接厄尔省和滨海塞纳省，南至塞纳-马恩省和瓦兹河谷省，东临埃纳省。
与欧库尔接壤的市镇（或旧市镇、城区）包括：博尼耶尔、克里永、格拉蒂尼、莱罗勒。

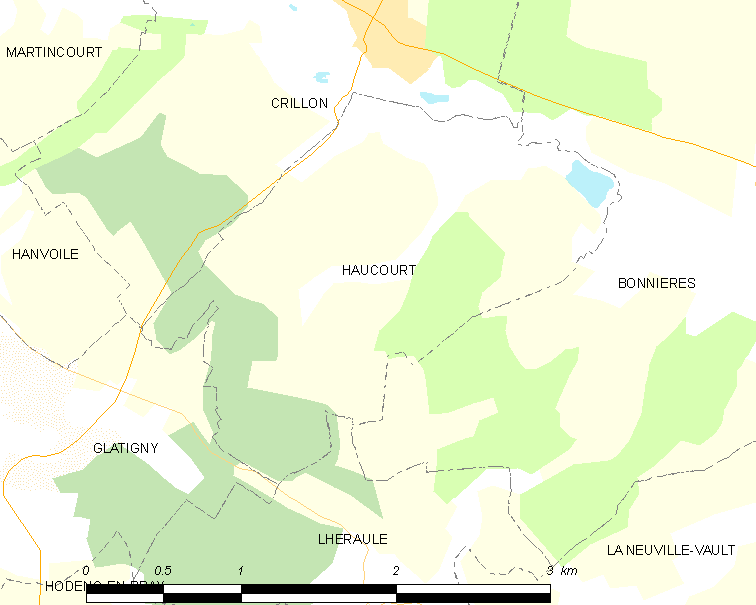
的OSM定位图

欧库尔的时区为UTC+01:00、UTC+02:00（夏令时）。

## 行政
欧库尔的邮政编码为60112，INSEE市镇编码为60301。

## 政治
欧库尔所属的省级选区为格朗维利耶县。

## 人口

1962-2008年间人口变化图示

欧库尔于2022年1月1日时的人口数量为132人。